# Округ Палм Бич (Флорида)
Палм Бич (енгл. Palm Beach County) је округ у америчкој савезној држави Флорида. По попису из 2010. године број становника је 1.320.134.

## Демографија
Према попису становништва из 2010. у округу је живело 1.320.134 становника, што је 188.950 (16,7%) становника више него 2000. године.
| Група             | 2000.           | 2010.           |
| Белци             | 798.484 (70,6%) | 793.571 (60,1%) |
| Афроамериканци    | 156.055 (13,8%) | 228.690 (17,3%) |
| Азијати           | 17.127 (1,5%)   | 31.100 (2,4%)   |
| Хиспаноамериканци | 140.675 (12,4%) | 250.823 (19,0%) |
| Укупно            | 1.131.184       | 1.320.134       |